# 에이브러햄 반 헬싱
에이브러햄 반 헬싱(네덜란드어: Abraham Van Helsing 아브라함 반헬싱[*], 네덜란드어 발음: [ˈaːbraːɦɑm vɑn ˈhɛlsɪŋ])은 브램 스토커의 소설 《드라큘라》 등장인물이다. 흡혈귀 사냥꾼 대명사로 널리 인식되고 있으며, 드라큘라 백작 대적으로 유명하다. 암스테르담에서 태어난 네덜란드인으로, 의사, 변호사, 교수, 과학자 등 다양한 직함을 갖췄으며, 의무박사, 철학박사, 문학박사 등의 학위를 수여하였다. 또한 형이상학, 초심리학 등 광범위한 분야에 대한 포괄적인 지식을 갖춘 박식가이다.